# 杨守仁 (教育家)
杨守仁（1933年4月22日—2025年1月6日）, 男，福建莆田人，中国古生物学专家、教育家，北京大学地球与空间科学学院教授。

## 生平
1933年4月22日，杨守仁出生于福建省莆田县下洋村。1942年2月至1948年1月期间，他先后于莆田县私立育德小学（2年）和莆田县涵江中心小学（4年）学习；1948年2月至1951年1月期间，他莆田县江口华侨私立初级中学学习；1951年2月，他考入福建省莆田县第一中学高中部学习。1953年7月从莆田一中毕业后，杨守仁考入北京地质勘探学院（现中国地质大学），师从杨遵仪。1957年大学毕业，同年进入北京大学地质学系任教，一直从事地质学、古生物学、地层学的教学和科学研究工作。 

## 学术贡献
20世纪80年代以来，杨守仁合作完成了“黔滇桂地区泥盆纪至三叠纪生物群研究”、“华南晚古生代至早中生代综合地层学及生物群研究”、“下扬子地区早中三叠世岩相古地理研究”、“塔里木盆地二叠纪生物地层研究”和“江苏南部震旦纪至三叠纪生物地层及沉积环境研究”等五个国家项目。
1992年以来，他独立主持完成了“中国南部全新世海滩岩中的生物群及其古生态古环境研究”、“黔桂地区三叠纪海生微体化石及其沉积环境的综合研究”和“闽浙全新世海滩岩及其动物群与定量古气候的探索”等三项国家项目。期间杨守仁发表了学术论著55篇部，频与国际同行合作研究和学术交流。
杨守仁作为主编，组织编撰了《中国地学通鉴·地质卷》，该书卷于2018年正式出版。

## 奖项和荣誉
许多论文被国内外同行多次引用和好评，并多次得到奖励。1984年，“北京西山门头沟组双壳类的发现与研究”得地质矿产部科技成果奖四等奖；1992年，“塔里木盆地地层研究的主要进展”得石油天然气总公司“八五”重点科技攻关项目优秀阶段成果奖；1993、1996年，“黔桂苏赣地区二叠-三叠纪海相地层古生物及沉积环境研究”先后获北京大学第四届科技成果奖、国家教委科技进步奖二等奖。
杨守仁曾获得“北京大学1989-1990年度优秀教学奖”，并于1998年获得国务院颁发的“政府特殊津贴及证书”。

## 学术论著
牙形石研究论文：
1. 广西西部早、中三叠世序列[4]；
2. 江西信丰县铁石口地区二叠—三叠纪牙形动物群的发现及其意义[5]；
3. 江苏镇江Hypophice-ras 层中的二叠纪牙形石及其意义[6]；
4. 贵州西南部“法郎组”牙形石及其时代[7]；
5. Ladinian-Carnian Conodonts and Their Biostratigraphy in Asia[8]；
6. 广西二叠—三叠系界线层牙形石演化、分带及二叠—三叠系界线
7. 中国三叠纪牙形石的古生物地理分区[9]。

双壳类研究论文：
1. 北京西山门头沟群窑坡祖双壳类化石[10]；
2. 广西西部早三叠世双壳类组合[11]；
3. 海南岛南岸全新世海滩岩中的贝类及其气候特征[12]。

头足类研究论文：
1. Cephalopods of the “Falang Formation”(Triassic) from Guanling and Zhenfeng Counties，Guizhou Province，China.[13]

海滩岩研究论文：
1. Distribution of Holocene Beachrock in China and Climatic Changes[14]；
2. 岛南岸全新世海滩岩中的贝类及其气候特征[12]；
3. 中国全新世海滩岩分布与气候变化[15][16][17]；
4. 浙江沿海全新世海滩岩基本特征及其古地理意义[18]。

## 社会兼职
曾任中国地质矿产部古生物学课程教学指导委员会委员；中国地质学会地层古生物学委员会委员；中国古生物学会头足类学科组领导小组成员；北京大学地质学系学科评议小组成员；《古地理学报》杂志的编辑委员会编委。 